# Lo stato delle cose (programma televisivo)
Lo stato delle cose è un programma televisivo italiano di genere talk show, criminologico, rotocalco e investigativo, in onda in prima serata su Rai 3 dal 30 settembre 2024, ideato e condotto da Massimo Giletti. Il programma viene trasmesso in diretta dallo studio 6 degli studi televisivi Fabrizio Frizzi di Roma.

## Il programma
Il programma, ideato e condotto da Massimo Giletti, è curato da Arianna Ciulla e Simona Gubellini, prodotto da Rai Cultura e Our Films e mantiene il format di un talk show d'approfondimento sui temi dell'attualità e si occupa prevalentemente di giornalismo d'inchiesta, con l'ausilio di vari servizi realizzati da un team di collaboratori e dalla presenza di ospiti in studio e in collegamento, pronti ad intervenire sulle varie tematiche. Tra gli ospiti ricorrenti della trasmissione ci sono Michele Santoro, Massimo Cacciari, Francesco Storace, Vladimir Luxuria, Vittorio Feltri e Ilenia Petracalvina (che alterna il ruolo di inviata a quello di opinionista in studio).

## Edizioni
| Edizione | Anno      | Conduzione      | Periodo           | Periodo       | Puntate | Regia            | Studio                                                |
| Edizione | Anno      | Conduzione      | Inizio            | Fine          | Puntate | Regia            | Studio                                                |
| -------- | --------- | --------------- | ----------------- | ------------- | ------- | ---------------- | ----------------------------------------------------- |
| 1ª       | 2024-2025 | Massimo Giletti | 30 settembre 2024 | 9 giugno 2025 | 33      | Alessandro Renna | Studio 6 degli studi televisivi Fabrizio Frizzi, Roma |

### Prima edizione (2024-2025)
La prima edizione de Lo stato delle cose, con la conduzione di Massimo Giletti, è andata in onda ogni lunedì in prima serata dal 30 settembre 2024 al 9 giugno 2025, in diretta dallo studio 6 degli studi televisivi Fabrizio Frizzi di Roma.

## Programmazione
| Edizione | Rete televisiva | Anno      | Stagione          | Orario      | Durata  | Programmazione | Programmazione | Programmazione | Programmazione | Programmazione | Programmazione | Programmazione | Collocazione |
| Edizione | Rete televisiva | Anno      | Stagione          | Orario      | Durata  | L              | M              | M              | G              | V              | S              | D              | Collocazione |
| -------- | --------------- | --------- | ----------------- | ----------- | ------- | -------------- | -------------- | -------------- | -------------- | -------------- | -------------- | -------------- | ------------ |
| 1ª       | Rai 3           | 2024-2025 | autunno-primavera | 21:20-00:00 | 160 min |                |                |                |                |                |                |                | Prima serata |